# Remigia perlata
Remigia perlata är en fjärilsart som beskrevs av Walker 1858. Remigia perlata ingår i släktet Remigia och familjen nattflyn. Inga underarter finns listade.